# Domenico Ferrata

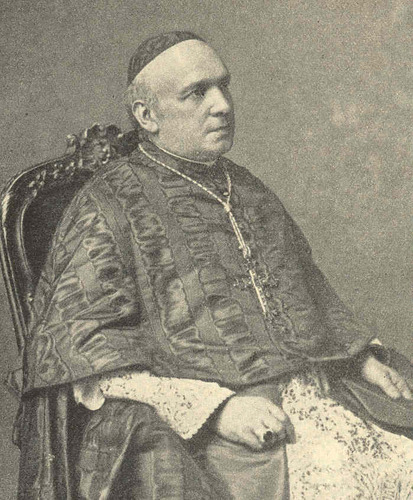
Domenico Ferrata

Domenico Ferrata (Gradoli, 4 maart 1847 – Rome, 10 oktober 1914) was een Italiaans geestelijke en kardinaal van de Katholieke Kerk. 
Ferrata werd geboren op het grondgebied van de Kerkelijke Staat, in een dorp nabij Viterbo. Hij bezocht de lagere school bij de Jezuïeten in Orvieto en daarna het seminarie van Montefiascone. In Rome behaalde hij een doctoraat in de theologie, terwijl hij daar ook promoveerde tot doctor utriusque iuris. Op 18 september 1869 ontving hij het sacrament van de priesterwijding. Daarna gaf hij enkele jaren les aan verschillende pauselijke colleges in Rome. In 1879 werd hij als auditor toegevoegd aan de apostolische nuntiatuur in Frankrijk. Vanaf 1883 vervulde hij verschillende functies binnen de Romeinse Curie. In datzelfde jaar werd hij verheven tot Huisprelaat van Zijne Heiligheid. 
Op 2 april 1885 benoemd paus Leo XIII hem tot titulair aartsbisschop van Thessalonica en tot apostolisch nuntius voor België. In 1891 werd hij nuntius voor Frankrijk. Tijdens het consistorie van 22 juni 1896 werd hij verheven tot kardinaal. De Santa Prisca werd zijn titelkerk. Hij vervulde vervolgens verschillende prefecturen binnen de Curie. Hij nam deel aan het conclaaf van 1903.
In januari 1914 benoemde paus Pius X hem tot prefect van het Heilig Officie, als opvolger van de even daarvoor overleden kardinaal Mariano Rampolla del Tindaro. Even daarna overleed Pius X. Ferrata nam daarna deel aan het Conclaaf van 1914. De nieuwe paus Benedictus XV benoemde Ferrata daarop tot kardinaal-staatssecretaris, als opvolger van Rafael Merry del Val, die op zijn beurt Ferrata opvolgde bij het Heilig Officie. Zijn staatssecretariaat duurde slechts kort, want hij overleed al in oktober 1914.
- Bibliothèque nationale de France: cb129882542 (data)
- Gemeinsame Normdatei: 1015646484
- Historisch woordenboek van Zwitserland: 009782
- International Standard Name Identifier: 0000 0000 6299 0653
- Nationale Bibliotheek van Israël: 987007491759105171
- Nederlandse Thesaurus van Auteursnamen: 07138104X
- Istituto Centrale per il Catalogo Unico: LIAV090362
- SNAC: w67687nh
- Système universitaire de documentation: 083630201
- Virtual International Authority File: 22274140
- WorldCat: E39PBJq73XBk3cGtWGRgDxCvpP